# Ramanawami

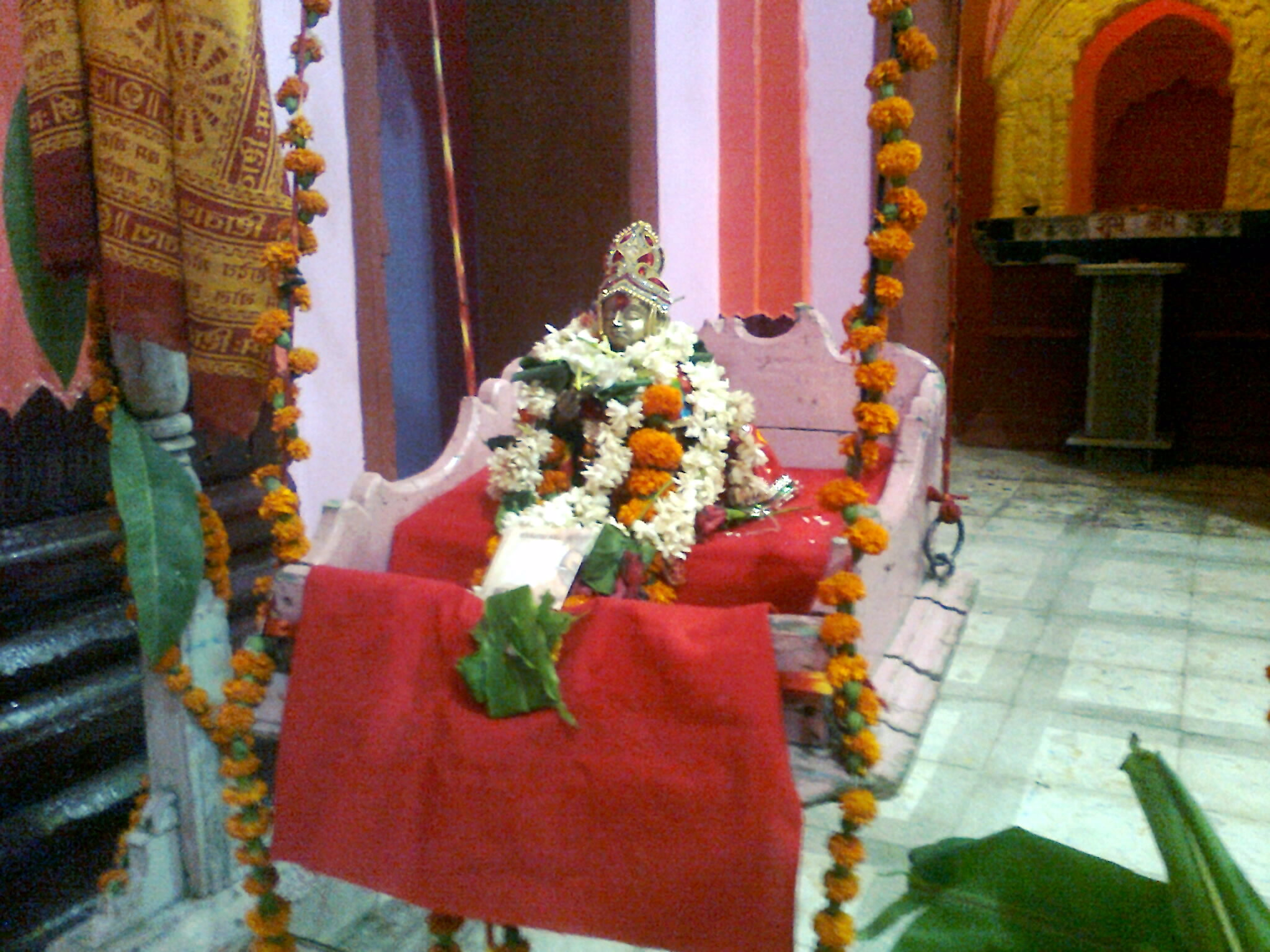

Ramanawami (dewanagari: राम नवमी Rāma navamī) – święto hinduskie, wypadające według kalendarza księżycowego w dziewiąty dzień (nawami) jasnej połowy (śukla paksza) miesiąca Ćajtra. Stanowi zakończenie dziewięcio-dniowego okresu świątecznego Nawaratri. Upamiętnia ono narodziny boga Ramy, stąd alternatywna nazwa święta: Rama dźajanti. Największe uroczystości odbywają się w Ayodhyi (Uttar Pradesh), Bhadraćalam (Andhra Pradesh) oraz Rameswaram (Tamilnadu).

## Ramanawami w kalendarzu
- 9 kwietnia 1995
- 28 marca 1996
- 16 kwietnia 1997
- 5 kwietnia 1998
- 25 marca 1999
- 12 kwietnia 2000
- 2 kwietnia 2001
- 21 kwietnia 2002
- 11 kwietnia 2003
- 30 marca 2004
- 18 kwietnia 2005
- 6 kwietnia 2006
- 27 marca 2007
- 14 kwietnia 2008
- 3 kwietnia 2009
- 24 marca 2010
- 12 kwietnia 2011
- 1 kwietnia 2012
- 19 kwietnia 2013
- 8 kwietnia 2014[2]
- 28 marca 2015[3]
- 15 kwietnia 2016[3]
- 4 kwietnia 2017[3]
- 25 marca 2018[3]
- 13 kwietnia 2019[3]
- 2 kwietnia 2020[3]